# Sebaldeburen
Sebaldeburen (Gronings: Seballeburen) is een dorp in de gemeente Westerkwartier in de provincie Groningen in Nederland. Op 1 januari 2023 bedroeg het inwoneraantal van het dorp 585.
Sebaldeburen is ontstaan op de middelste van drie zandruggen die van west naar oost door het zuidelijke Westerkwartier lopen. Oorspronkelijk was het het belangrijkste dorp in het Langewold, een van de vier onderkwartieren van het Westerkwartier. In 1805 werd de huidige kerk van Sebaldeburen gebouwd. De toenmalige dominee, Nicolaas Westendorp, heeft rond de bouw van de kerk een uitgebreide beschrijving gemaakt van zijn gemeente en de geschiedenis daarvan. Volgens hem komt de naam van het dorp van de heilige Sebaldus van Neurenberg. Even ten noorden van het dorp staat de poldermolen De Eendracht.

## De Windhoos
Op zondagavond 3 augustus 2008 werd het buitengebied van Doezum -> Lutjegast -> Sebaldeburen getroffen door een windhoos. De schade die de windhoos had veroorzaakt was in de miljoenen. Aan 16 huizen was zware schade en een kano werd uit het water gezogen en verderop in het land neergesmeten. Ook zag een bewoner tot zijn ongeloof een schaap door de lucht heen vliegen. Een hondenhok wordt opgezogen en verderop weer neergesmeten, waarbij de hond, de eigenaar van het hondenhok, het overleeft. Ook een konijnenhok is opgevlogen, wat naar verluidt één konijn het leven heeft gekost, het enige dodelijke slachtoffer van deze windhoos. Er vielen geen menselijke slachtoffers.

## Wapen
Het wapen van Sebaldeburen bestaat uit een afbeelding van de kerk en vier sleutels. Deze sleutels staan voor de vier rechters die tegelijkertijd aanwezig moesten zijn om recht te kunnen spreken. Miste er een sleutel, dan kon de kist met daarin de benodigdheden voor de rechtspraak niet worden geopend.

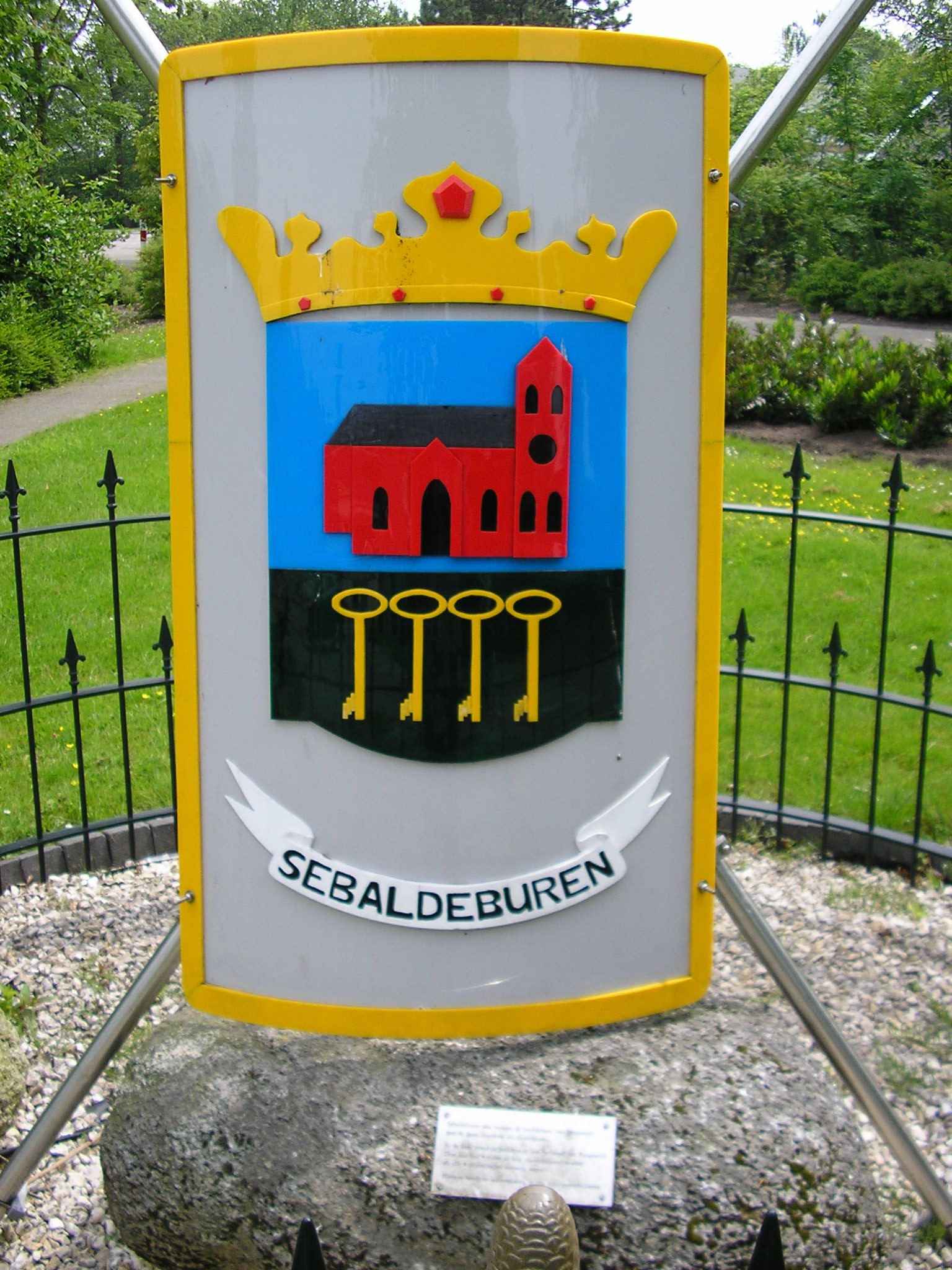
Zuil met het wapen van Sebaldeburen
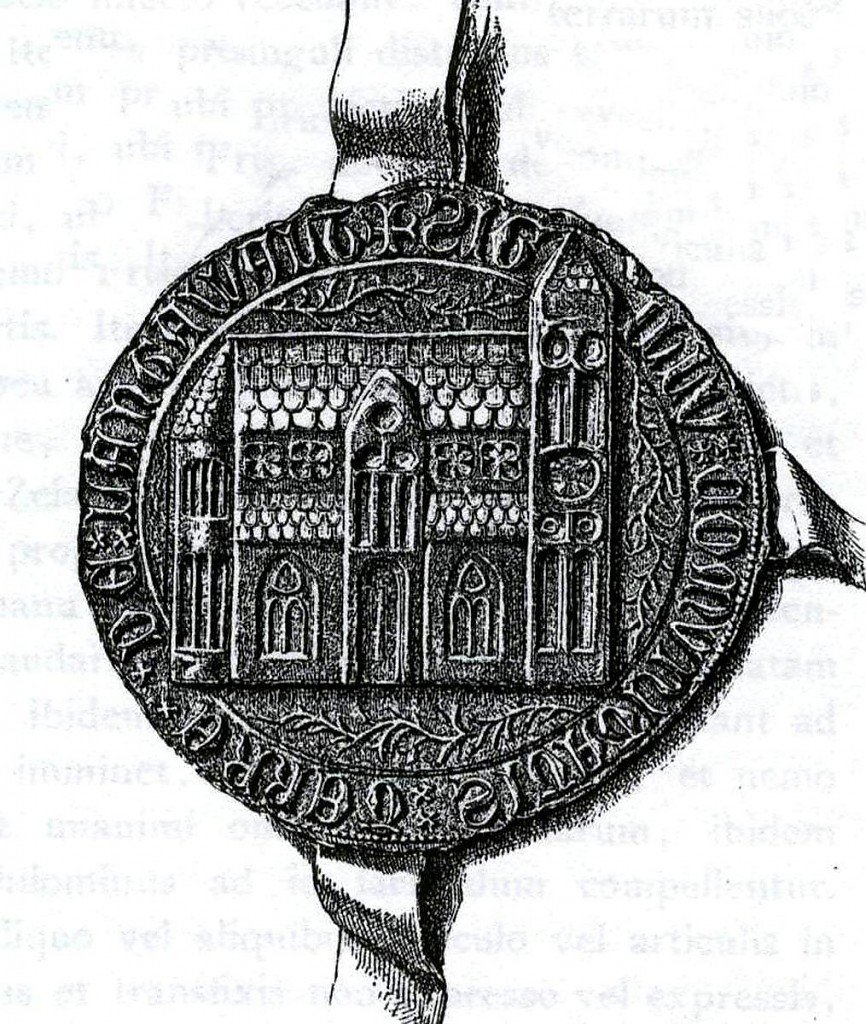
De oude kerk van Sebaldeburen op een zegel van het landschap Langewold
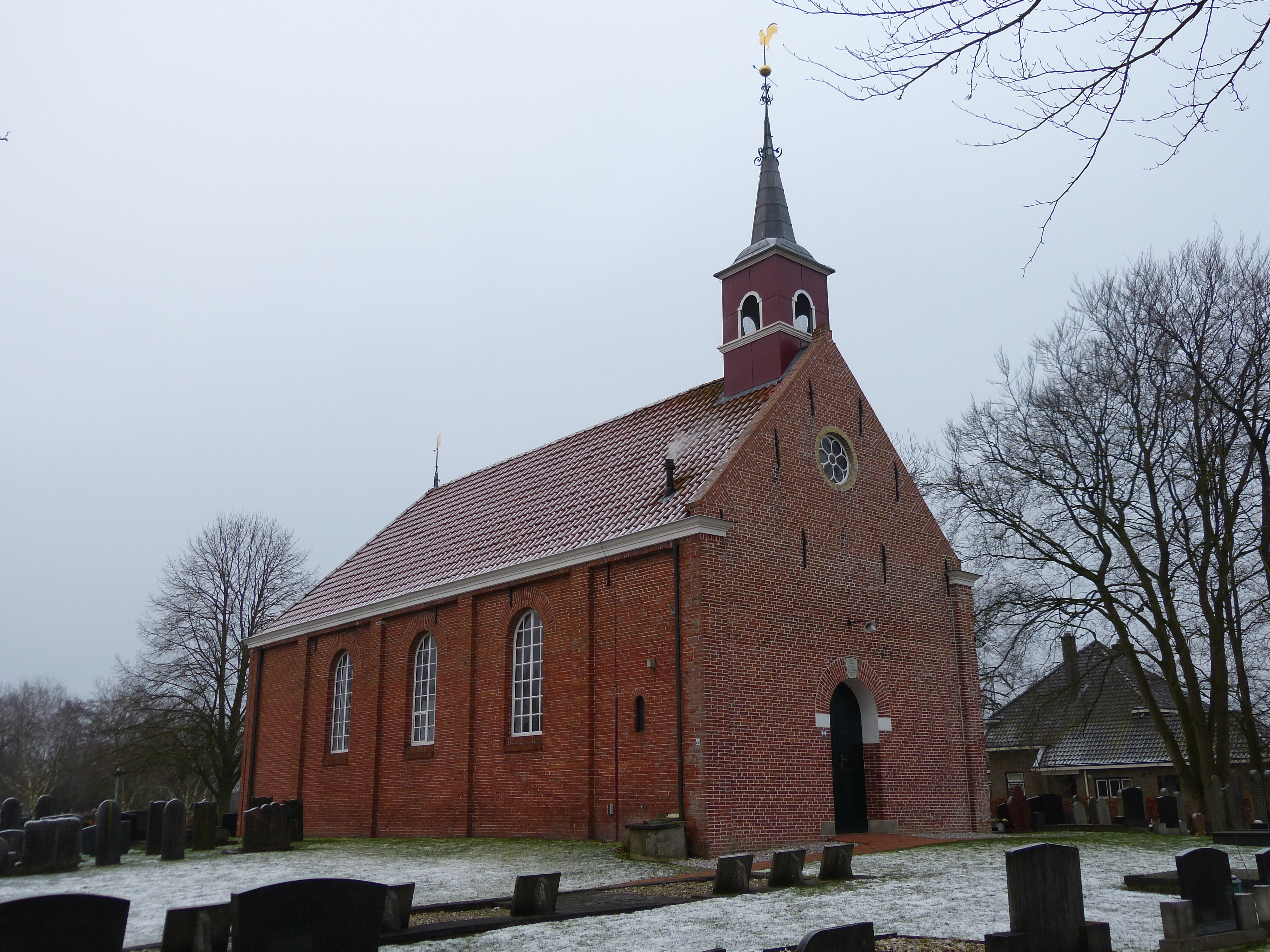
Huidige kerk van Sebaldeburen
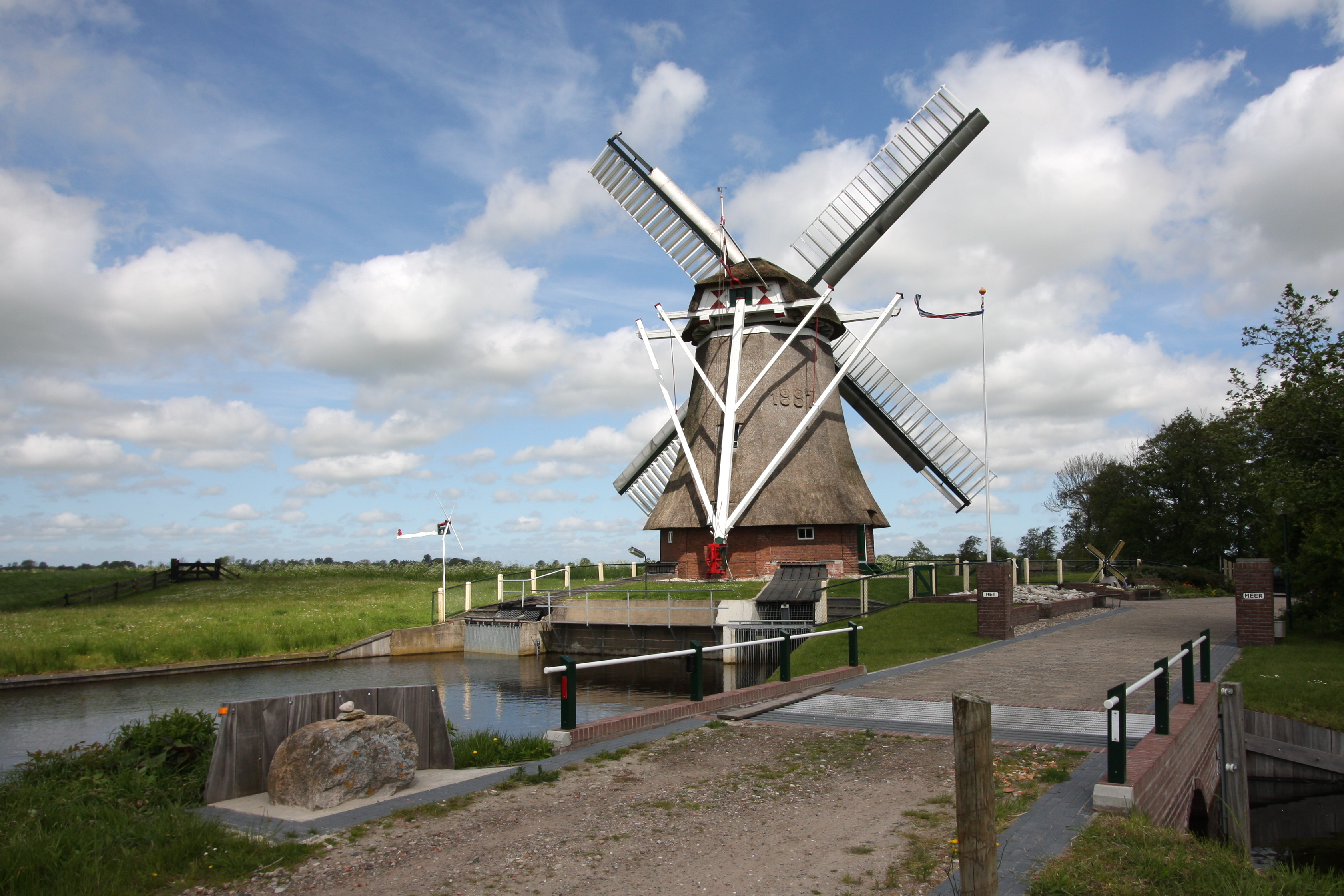
Watermolen De Eendracht uit 1887

## Geboren in Sebaldeburen
- Jan Hendrik Herman Römelingh (1867-1947), burgemeester
- Reinder van der Naalt (1956), stemacteur en cabaretier
- Tjeerd de Jong (1962), voormalig korfballer